# 3-(2-Naphthyl)alanin
3-(2-Naphthyl)alanin ist eine chemische Verbindung aus der Gruppe der Naphthaline und Alaninderivate, bei dem Alanin in Position 3 durch eine Naphthalin-2-yl-Gruppe substituiert ist. Es ist eine nichtproteinogene Alpha-Aminosäure.

## Verwendung
3-(2-Naphthyl)alanin wird zur Herstellung von Arzneistoffen (wie zum Beispiel Abarelix) verwendet.

## Externe Links zu erwähnten Verbindungen
1. ↑  Externe Identifikatoren von bzw. Datenbank-Links zu D-3-(2-Naphthyl)alanine:  CAS-Nr.: 76985-09-6, EG-Nr.: 616-416-6, ECHA-InfoCard: 100.125.546, PubChem: 2733661, ChemSpider: 2015438, Wikidata: Q27261451.
2. ↑  Externe Identifikatoren von bzw. Datenbank-Links zu L-3-(2-Naphthyl)alanine:  CAS-Nr.: 58438-03-2, EG-Nr.: 611-652-6, ECHA-InfoCard: 100.127.915, PubChem: 185915, ChemSpider: 161608, DrugBank: DBDB01766, Wikidata: Q27092918.
3. ↑  Externe Identifikatoren von bzw. Datenbank-Links zu 3-(2-Naphthyl)-D-alanine hydrochloride:  CAS-Nr.: 122745-11-3, PubChem: 51358308, ChemSpider: 24603475, Wikidata: Q72439866.
4. ↑  Externe Identifikatoren von bzw. Datenbank-Links zu 3-(2-Naphthyl)-L-alanine hydrochloride:  CAS-Nr.: 122745-12-4, EG-Nr.: 827-544-9, ECHA-InfoCard: 100.263.012, PubChem: 44630411, Wikidata: Q72493703.